# Prosopocera legrandi
Prosopocera legrandi is een keversoort uit de familie van de boktorren (Cerambycidae). De wetenschappelijke naam van de soort werd voor het eerst geldig gepubliceerd in 2002 door Teocchi & Sudre.